# Институт гидрогеологии и геоэкологии имени У. М. Ахмедсафина
Институ́т гидрогеоло́гии и геоэколо́гии и́мени У. М. Ахмедса́фина (ранее Институт гидрогеологии и гидрофизики имени У. М. Ахмедсафина) — советский и казахстанский институт. Организован в 1965 году на базе Отдела гидрогеологии и инженерной геологии Института геологических наук им. К. И. Сатпаева и Отдела гидрогеологии и гидротермии КазИМСа Госгеолкома СССР. В настоящее время Институт является дочерним предприятием Национального научно-технологического холдинга «Парасат».
Институтом ведутся крупные фундаментальные и региональные прикладные исследования в области установления закономерностей формирования и размещения различных типов подземных вод, выявления значительных ресурсов подземных вод, разработки новых методов их оценки, гидрогеологической стратификации и картирования, прогнозирования техногенных гидрогеологических процессов с использованием современных методов химического анализа воды, а также моделирования и новейших компьютерных и ГИС технологий. Институт выполняет коммерческие проекты по оценке запасов подземных вод.

## История
Институт гидрогеологии и гидрофизики имени У. М. Ахмедсафина был организован Постановлением Совета министров КазССР в 1965 году на базе Отдела гидрогеологии и инженерной геологии Института геологических наук имени К. И. Сатпаева и Отдела гидрогеологии и гидротермии КазИМСа Госгеолкома СССР.
В 1985 году Институту присвоено имя У. М. Ахмедсафина — академика АН КазССР, Героя Социалистического труда, первого директора и основателя Казахстанской гидрогеологической научной школы.
В 2007 году Институт гидрогеологии и гидрофизики переименован в Институт гидрогеологии и геоэкологии.
Приказов АО «ЦНЗМО» № 133 от 22 октября 2007 года создано Товарищество с ограниченной ответственностью «Институт гидрогеологии и геоэкологии имени У. М. Ахмедсафина» в составе Акционерного общества «Центр наук о земле, металлургии и обогащения».

## Лаборатории
- Лаборатория химико-аналитических исследований.
- Лаборатория региональной гидрогеологии и гидроэкологии.
- Лаборатория ресурсов подземных вод.
- Лаборатория промышленных и термальных вод.
- Лаборатория техногенной гидрогеологии.
- Лаборатория ГИС технологий.
- Лаборатория прикладных гидрогеологических исследований.